# Маја Маријана
Маријана Радовановић, на естради позната као Маја Маријана, српска је поп-фолк певачица и ТВ водитељка на телевизији DM SAT.

## Биографија
Рођена је 8. новембра 1972. године у Београду. Удата је за Младена Шмакића. Има две ћерке, Анђелу и Милицу.

## Каријера
Од 1992, када је почела каријеру, снимила је десет албума. Најпознатије песме су јој: Био ми је добар друг, Она добро зна, Направићу лом, Црни пантер, Рођена за флерт, Жена змија и За тугу су народњаци закон.

## Дискографија

### Албуми
- Ја нисам девојка луталица (1992)
- Био ми је добар друг (1993)
- После нас (1995)
- Врати се рођени (1996)
- Пукни срце (1997)
- Вучица (1999)
- И не памтиш (2001)
- Везаних очију (2003)
- Направићу лом (2005)
- Жена змија (2008)

### Синглови
- Црни пантер (2006)
- Хаос (2010)
- Казанова (2010)
- За тугу су народњаци закон (2011)
- Манијак (2012)
- На Балкану (2013)
- Чиним нешто корисно за себе (2014)

#### Спотови
| Спот                      | Година | Режисер                 |
| ------------------------- | ------ | ----------------------- |
| Био ми је добар друг      | 1993   |                         |
| После нас                 | 1995   |                         |
| Отвори карте              | 1995   |                         |
| Лагаћу а плакаћу          | 1995   |                         |
| Хајдемо на море           | 1995   |                         |
| Јутрос се мене не сећаш   | 1995   |                         |
| Где станује љубав         | 1996   |                         |
| Теку сузе                 | 1996   |                         |
| Врати се рођени           | 1996   |                         |
| Пукни срце                | 1997   |                         |
| Ти и ја                   | 2001   |                         |
| Направићу лом             | 2005   |                         |
| Црни пантер               | 2006   | DM SAT VIDEO PRODUCTION |
| Жена змија                | 2008   | Г. Шљивић               |
| Рођена за флерт           | 2008   | Г. Шљивић               |
| Хаос                      | 2010   | DM SAT PRODUCTION VIDEO |
| Казанова                  | 2010   | DM SAT PRODUCTION VIDEO |
| Балкан фиеста             | 2013   | DM SAT PRODUCTION VIDEO |
| Викенд девојка            | 2017   | Г. Шљивић               |
| Није шала                 | 2021   | Душан Шљивић            |
| Да ли ти је савест чиста  | 2021   |                         |
| Она добро зна             | 2021   |                         |
| Шмекеру                   | 2022   | Милан Михајловић        |
| Анђели љубави             | 2022   | Милан Михајловић        |
| Погрешан број             | 2022   |                         |
| Ја нисам девојка луталица | 2023   |                         |
| Спид                      | 2024   | Дејан Милићевић         |

### Компилације
- Хитови (1994)

Најпопуларнија песма Маје Маријане је она настала у сарадњи са Денисом Бјелошевићем под називом „Хаос“.

## Фестивали
- 1992. Шумадијски сабор - Кад неког волим
- 1992. Хит парада - Ја нисам девојка луталица
- 1994. Фестивал Тетовски филиграни, Тетово - Глас заљубљене жене
- 2006. Гранд фестивал - Црни пантер